# NGC 6173
NGC 6173 (również PGC 58348 lub UGC 10421) – galaktyka eliptyczna (E), znajdująca się w gwiazdozbiorze Herkulesa. Odkrył ją William Herschel 18 marca 1787 roku. Jest to galaktyka z aktywnym jądrem typu LINER, jest także zaliczana do radiogalaktyk. Jest najjaśniejszą galaktyką gromady galaktyk Abell 2197.
W galaktyce tej zaobserwowano supernową SN 2009fv.